# Erysimum aksaricum
Erysimum aksaricum là một loài thực vật có hoa trong họ Cải. Loài này được Pavlov mô tả khoa học đầu tiên năm 1950.